# Aba (Nigérie)
Aba je průmyslové a obchodní středisko státu Abia v Nigérii. Leží na vodním toku stejného názvu, východně od řeky Niger. 

## Přírodní poloha a poměry
Poblíž města existují také ropná pole zdroje zemního plynu v deltě Nigeru, se kterými je spojena 30 km dlouhým plynovodem. Nedaleko od města stojí také přístav Port Harcourt. Město leží v rovinaté krajině v nadmořské výšce cca 54 m n. m.

## Podnebí a klima
Podnebí je především tropické. Většinu roku významně prší (nejvíce v letních měsících), období sucha zde je relativně krátké a má poměrně malý dopad na podmínky ve městě. Průměrná roční teplota zde dosahuje 25,6 °C. Úhrn srážek za rok činí 2 747 mm. Časté jsou různé povodně.

## Obyvatelstvo
Počet obyvatel města překročil jeden milion osob. Obyvatelstvo je z hlediska náboženského rozdělené do řady církví, např. zastoupena je Anglikánská církev, dále Římskokatolická církev, Metodistická církev Nigérie a další. Přítomna je i muslimská komunita a stojí zde několik mešit.

## Historie
Aba byla založena místním kmenem jako tržní město. Britové sem v roce 1901 umístili svou vojenskou posádku. Význam pro ně měla hlavně jako překladiště pro zemědělské produkty směřující odtud po železnici do Port Harcourtu. První vlak sem přijel v roce 1915. 
V roce 1929 zde došlo k povstání místních žen proti britské daňové politice. Nepokoje si tehdy vyžádaly několik desítek mrtvých. Událost je v nigerijských dějinách vnímána jako klíčová v období existence země jako kolonie.
Po dobytí Enugu, hlavního města Biafry od Nigérie, Aba dočasně sloužila v roce 1967 jako prozatímní sídlo vlády. Město bylo několikrát bombardováno.
Dramatický nárůst počtu obyvatel vedl k vzniku rozsáhlých slumů a další nelegálně vzniklé zástavby. Město se rozšiřovalo bez jakéhokoliv územního plánování. V roce 2006 měla Aba 936 821 obyvatel.
Živelný rozvoj města a poddimenzovanost infrastruktury donutily regionální vládu investovat prostředky především do silniční sítě, ale i do místních tržišť. V roce 2022 měla vypracovat plán rozvoje a organizace města Organizace spojených národů prostřednictvím své agentury.

## Ekonomika

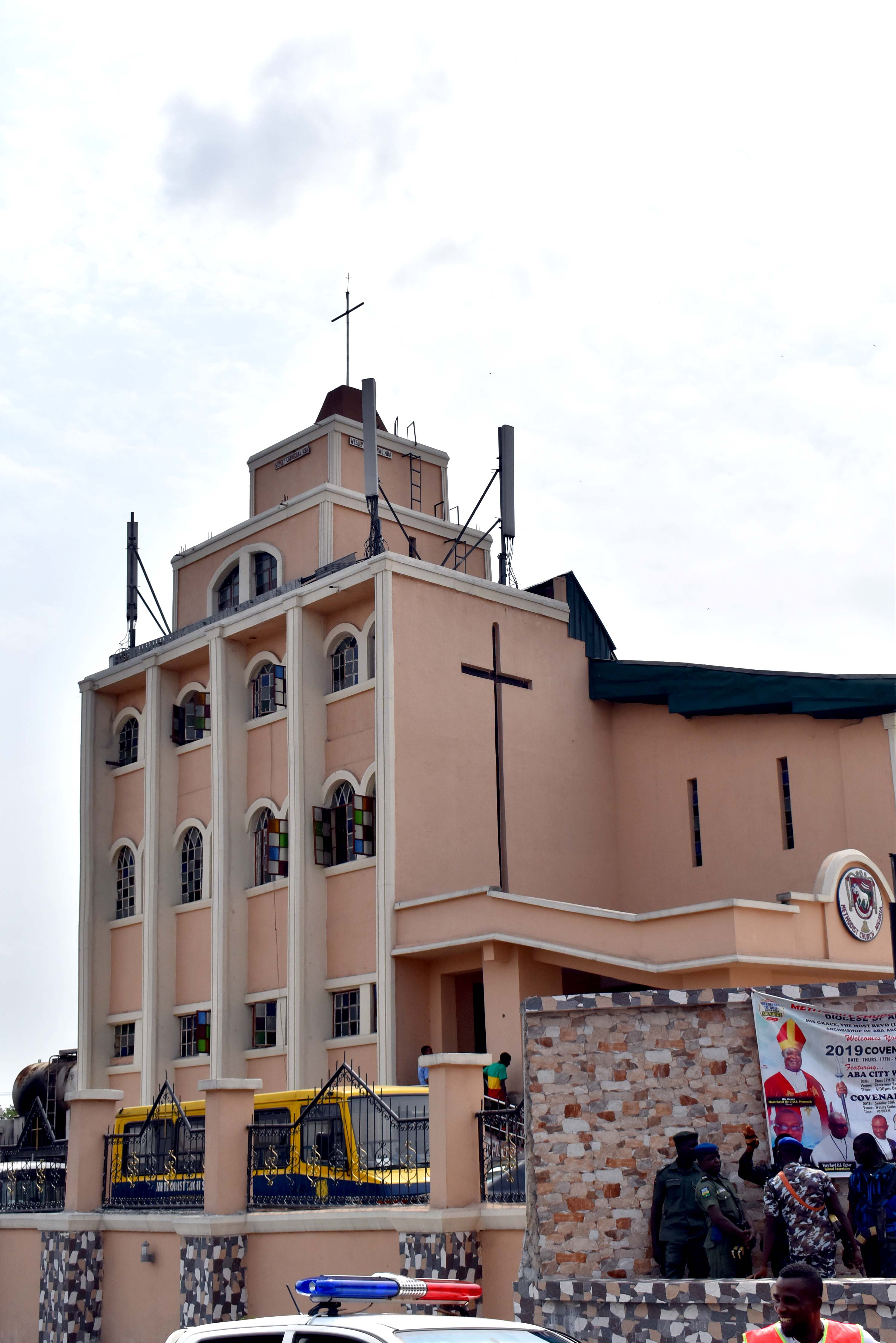
Kostel Metodistické církve.

Letecký pohled na Abu.

Aba je průmyslové město a výzamný obchodní uzel pro celou východní Nigérii. Vyrábí se zde cement, textil, plasty, obuv, potraviny a chemikálie. Ve středu Aby stojí velký pivovar. Okolo města se pěstují ořechy kola a vyrábí se palmový olej.
Město obklopují těžní věže na těžbu ropy. Ropné pole se rozkládá mezi Abou a městem Port Harcourt. Stát zřídil zvláštní hospodářské zóny okolo města, které mají pomoci s rozvojem průmyslu a výroby. Ve městě také stojí elektrárna a skladiště ropy.
Obyvatelstvo nakupuje především na trzích, které jsou klíčové z hlediska existence služeb. Ve městě se ještě rozkládá také známé tržiště.

## Životní prostředí
Město má velmi závažný problém s odpadovým hospodářstvím, svozem odpadu a nelegálními skládkami. Na ulicích jsou často velká množství odpadků. Město obklopují slumy. I přes značnou iniciativu místních samospráv tyto slumy zůstávají realitou a jejich množství roste, především z důvodu značné chudoby. 40 % obyvatel slumů uvedlo, že právě chudoba stojí za tím, že v nich zůstávají. Většina obyvatel Aby vnímá město spíše jako větší tržiště, než jako plnohodnotné město.
Stoky a kanalizace jsou budovány většinou otevřené na straně jedné nebo obou stran silnice. Často se ucpávají a během vydatných dešťů dochází k lokálním záplavám.
Parky a prostory pro rekreaci jsou poměrně malé a jsou umístěny uvnitř zástavby.

## Doprava
Severojižním směrem přes město Aba prochází úzkorozchodná železniční trať, která vede na jih do Port Harcourtu a na sever do měst Enugu a Kafanchan. Má jediné nádraží, které stojí v centru města. Řeku Aba překonávala trať po mostě, který nicméně byl později zničen (v roce 2021) a trať severně od nádraží byla snesena.[zdroj?]
Severo-jižním směrem vede přes město i dálniční komunikace (Enugu–Port Harcourt Expressway), která nicméně není oddělená od dalších komunikací mimoúrovňovými křižovatkami. Hlavní část dopravy pojímají čtyřproudé frekventované ulice. Dopravní infrastruktura je nicméně zcela neodpovídající milionovému městu a četné jsou dopravní zácpy. Část středu města má organizovanou pravoúhlou uliční síť.
Městská doprava v moderním smyslu je v podstatě neexistující.

## Sport
Mezi místní fotbalové kluby patří Enyimba F.C. Patří k předním co do hodnocení fotbalovým týmům v Nigérii. Získal devět titulů v nejvyšší nigerijské fotbalové lize. 
Ve středu města se rozkládá rozsáhlé golfové hřiště. V jižní části města stojí fotbalový stadion Enyimba international Stadium.